# Лазурка (Крым)
Лазу́рка (до 1948 года Абаклы́-Тама́; укр. Лазурка, крымскотат. Abaqlı Tama, Абакълы Тама) — исчезнувшее село в Джанкойском районе Республики Крым, располагавшееся на западе района, в степной части Крыма, примерно в 3 км к западу от современного села Новокрымское.

### Динамика численности населения
| - 1805 год — 67 чел. - 1864 год — 64 чел. - 1886 год — 75 чел. - 1889 год — 121 чел. - 1892 год — 47 чел. | - 1900 год — 68 чел. - 1915 год — 86/21 чел. - 1926 год — 123 чел. - 1939 год — 197 чел. |

## История
Историческое название села трактуется, либо как греческое Абак — доска, либо тюркское Абак — идол, Тама — родовое именование.
Первое документальное упоминание села встречается в Камеральном Описании Крыма… 1784 года, судя по которому, в последний период Крымского ханства Абаклы входил в Сакал кадылык Перекопского каймаканства. После присоединения Крыма к России (8) 19 апреля 1783 года, (8) 19 февраля 1784 года, именным указом Екатерины II сенату, на территории бывшего Крымского Ханства была образована Таврическая область и деревня была приписана к Перекопскому уезду. После Павловских реформ, с 1796 по 1802 год, входила в Перекопский уезд Новороссийской губернии. По новому административному делению, после создания 8 (20) октября 1802 года Таврической губернии, Абаклы-Тама был включён в состав Джанайской волости Перекопского уезда.
По Ведомости о всех селениях в Перекопском уезде состоящих с показанием в которой волости сколько числом дворов и душ… от 21 октября 1805 года, в деревне Абакли-Тама числилось 11 дворов и 67 жителей крымских татар. На военно-топографической карте генерал-майора Мухина 1817 года деревня Асмалы-Тама обозначена с 15 дворами. В результате реформы волостного деления 1829 года Абаклы Тама, согласно «Ведомости о казённых волостях Таврической губернии 1829 года» остался в составе прежней волости. На карте 1836 года в деревне 14 дворов, а на карте 1842 года Абаклы Тама обозначена условным знаком «малая деревня», то есть, менее 5 дворов — видимо, вследствие эмиграции крымских татар в Турцию, деревня заметно опустела.
В 1860-х годах, после земской реформы Александра II, деревню включили в состав Бурлак-Таминской волости. В «Списке населённых мест Таврической губернии по сведениям 1864 года», составленном по результатам VIII ревизии 1864 года, Абаклы-Тама — владельческая татарская деревня, с 10 дворами, 64 жителями и мечетью при колодцахъ. По обследованиям профессора А. Н. Козловского начала 1860-х годов, вода в колодцах деревни была пресная, а их глубина колебалась от 8 до 10 саженей (16—21 м). На трехверстовой карте Шуберта 1865—1876 года в деревне Абаклы-Тама так же 10 дворов. А уже в 1867 году, согласно «Памятной книжке Таврической губернии за 1867 год», деревня стояла покинутая, ввиду эмиграции крымских татар, особенно массовой после Крымской войны 1853—1856 годов, в Турцию. На 1886 год в деревне, согласно справочнику «Волости и важнѣйшія селенія Европейской Россіи», проживало 75 человек в 12 домохозяйствах, действовала мечеть.
В 1887 году, согласно «Памятной книге Таврической губернии 1889 года», по результатам Х ревизии, в деревне Абаклы-Тома, уже Ишуньской волости, числилось 24 двора и 121 житель.
После земской реформы 1890 года Абаклы отнесли к Богемской волости. Согласно «…Памятной книжке Таврической губернии на 1892 год», в деревне, составлявшей Абаклы-Таминское сельское общество, было 47 жителей в 8 домохозяйствах. В 1897 году в деревню заселились немцы-колонисты из бердянских колоний. По «…Памятной книжке Таврической губернии на 1900 год» в Абаклы-Тама числилось 68 жителей в 25 дворах. По Статистическому справочнику Таврической губернии. Ч.II-я. Статистический очерк, выпуск пятый Перекопский уезд, 1915 год, в деревне Абаклы-Тама Богемской волости Перекопского уезда числилось 19 дворов (15 дворов с землёй, 4 — безземельные) с татарским населением, 86 человек приписных жителей и 21 — «посторонних», из которых 64 мужчины и 143 женщины. Жители владели 144 десятинами удобной земли. В хозяйствах имелось 40 лошадей, 22 коровы и 50 голов мелкого скота.
После установления в Крыму Советской власти, по постановлению Крымревкома от 8 января 1921 года № 206 «Об изменении административных границ» была упразднена волостная система и в составе Джанкойского уезда был создан Джанкойский район. В 1922 году уезды преобразовали в округа. 11 октября 1923 года, согласно постановлению ВЦИК, в административное деление Крымской АССР были внесены изменения, в результате которых округа были ликвидированы, основной административной единицей стал Джанкойский район и село включили в его состав. Согласно Списку населённых пунктов Крымской АССР по Всесоюзной переписи 17 декабря 1926 года, в селе Абаклы-Тама (немецкий) Борлак-Тамакского сельсовета Джанкойского района, числилось 30 дворов, все крестьянские, население составляло 123 человека. В национальном отношении учтено: 122 немца и 1 русский. По данным всесоюзная перепись населения 1939 года в селе Абаклы-Тама проживало 197 человек.
Вскоре после начала Великой Отечественной войны, 18 августа 1941 года крымские немцы были выселены, сначала в Ставропольский край, а затем в Сибирь и северный Казахстан.
После освобождения Крыма от фашистов в апреле, 12 августа 1944 года было принято постановление № ГОКО-6372с «О переселении колхозников в районы Крыма» и в сентябре 1944 года в район приехали первые новоселы (27 семей) из Каменец-Подольской и Киевской областей, а в начале 1950-х годов последовала вторая волна переселенцев из различных областей Украины. С 12 февраля 1991 года село в составе восстановленной Крымской АССР. Указом Президиума Верховного Совета РСФСР от 18 мая 1948 года, Абаклы-Тама переименовали в Лазурку. 26 февраля 1992 года переименованной в Автономную Республику Крым. Время включения в Новокрымский сельсовет пока не установлено: на 15 июня 1960 года село уже числилось в его составе. Ликвидировано к 1968 году (согласно справочнику «Крымская область. Административно-территориальное деление на 1 января 1968 года» — в период с 1954 по 1968 годы, как село Новокрымского сельсовета).